# Al Haskell
Albert B. Haskell (Watsonville, 4 dicembre 1886 – Los Angeles, 6 gennaio 1969) è stato un attore statunitense. Inizialmente musicista country, divenne presto attore e, dagli anni 1930, cominciò a interpretare ruoli soprattutto in film western. È infatti apparso in più di 200 film western e in varie serie televisive dello stesso genere, perlopiù in ruoli da antagonista o di secondo piano. Si ritirò dalle scene nel 1965.

## Filmografia

### Cinema
- The Voice from the Sky, regia di Ben F. Wilson (1929)
- Breed of the West, regia di Alan James (1930)
- God's Country and the Man, regia di John P. McCarthy (1931)
- Two Fisted Justice, regia di George Arthur Durlam (1931)
- Ridin' for Justice, regia di D. Ross Lederman (1932)
- South of Santa Fe, regia di Bert Glennon (1932)
- Single-Handed Sanders, regia di Charles A. Post (1932)
- Texas Cyclone, regia di D. Ross Lederman (1932)
- I violenti del Nevada (South of the Rio Grande), regia di Lambert Hillyer (1932)
- Dynamite Denny, regia di Frank R. Strayer (1932)
- The Boiling Point, regia di George Melford (1932)
- The Big Stampede, regia di Tenny Wright (1932)
- White Eagle, regia di Lambert Hillyer (1932)
- Between Fighting Men, regia di Forrest Sheldon (1932)
- The Fighting Champ, regia di John P. McCarthy (1932)
- Tombstone Canyon, regia di Alan James (1932)
- Clancy of the Mounted, regia di Ray Taylor (1933)
- Mani in alto! (The Rustler's Roundup), regia di Henry MacRae (1933)
- The California Trail, regia di Lambert Hillyer (1933)
- The Fiddlin' Buckaroo, regia di Ken Maynard (1933)
- Gordon of Ghost City, regia di Ray Taylor (1933)
- The Mystery Squadron, regia di Colbert Clark e David Howard (1933)
- The Whirlwind Rider, regia di Robert J. Horner (1934)
- Ridin' Thru, regia di Harry S. Webb (1934)
- Romance Revier, regia di Harry S. Webb - cortometraggio (1934)
- Honor of the Range, regia di Alan James (1934)
- Smoking Guns, regia di Alan James (1934)
- The West on Parade, regia di Bernard B. Ray - cortometraggio (1934)
- Thunder over Texas, regia di Edgar G. Ulmer (1934)
- The Brand of Hate, regia di Lewis D. Collins (1934)
- Terror of the Plains, regia di Harry S. Webb (1934)
- Mystery Mountain, regia di Otto Brower e B. Reeves Eason (1934)
- Arizona Bad Man, regia di S. Roy Luby (1935)
- The Outlaw Tamer, regia di J.P. McGowan (1935)
- Born to Battle, regia di Harry S. Webb (1935)
- The Phantom Cowboy, regia di Robert J. Horner (1935)
- Riding Wild, regia di David Selman (1935)
- Il volontario del pericolo (Rio Rattler), regia di Bernard B. Ray (1935)
- Heir to Trouble, regia di Spencer Gordon Bennet (1935)
- Hi, Gaucho!, regia di Thomas Atkins (1935)
- Moonlight on the Prairie, regia di D. Ross Lederman (1935)
- I deportati (Escape from Devil's Island), regia di Albert S. Rogell (1935)
- Notte di carnevale (I Dream Too Much), regia di John Cromwell (1935)
- Gallant Defender, regia di David Selman (1935)
- Gun Play, regia di Albert Herman (1935)
- Hot Paprika, regia di Jack White - cortometraggio (1935)
- Roarin' Guns, regia di Sam Newfield (1936)
- Fast Bullets, regia di Harry S. Webb (1936)
- Comin' Round the Mountain, regia di Mack V. Wright (1936)
- The Vigilantes Are Coming, regia di Ray Taylor e Mack V. Wright (1936)
- Mummy's Boys, regia di Fred Guiol (1936)
- Carmencita (Rebellion), regia di Lynn Shores (1936)
- The Cowboy Star (1936)
- Lawless Land (1936)
- The Bold Caballero (1936)
- Under Southern Stars (1937)
- Old Louisiana (1937)
- Git Along Little Dogies (1937)
- The Painted Stallion (1937)
- Two-Fisted Sheriff (1937)
- North of the Rio Grande, regia di Nate Watt (1937)
- Wild West Days (1937)
- Galloping Dynamite (1937)
- Playing the Ponies (1937)
- La maschera di Zorro (Zorro Rides Again) (1937)
- The Mysterious Pilot (1937)
- Cattle Raiders (1938)
- Occidente in fiamme (Gold Is Where You Find It), regia di Michael Curtiz (1938)
- Fascino del West (Rawhide) (1938)
- Call of the Rockies (1938)
- The Great Adventures of Wild Bill Hickok (1938)
- West of Cheyenne (1938)
- Billy the Kid Returns (1938)
- The Renegade Ranger (1938)
- Come on, Rangers! (1938)
- Rio Grande (1938)
- Rough Riders' Round-up (1939)
- Mexicali Rose (1939)
- Frontier Pony Express (1939)
- The Girl and the Gambler (1939)
- The Man from Sundown (1939)
- The Fighting Gringo (1939)
- Desperate Trails (1939)
- The Kansas Terrors (1939)
- Taming of the West (1939)
- Cowboys from Texas (1939)
- Bandits and Ballads (1939)
- The Cisco Kid and the Lady (1939)
- My Little Chickadee (1940)
- Carovana d'eroi (Virginia City) (1940)
- La belva umana (Dark Command) (1940)
- Young Buffalo Bill (1940)
- The Carson City Kid (1940)
- Winners of the West (1940)
- Carolina Moon (1940)
- Stage to Chino (1940)
- The Ranger and the Lady (1940)
- Gun Code (1940)
- The Tulsa Kid (1940)
- Kit carson la grande cavalcata (Kit Carson) (1940)
- Billy the Kid in Texas (1940)
- Under Texas Skies (1940)
- Young Bill Hickok (1940)
- Riders of Black Mountain (1940)
- Texas Terrors (1940)
- Lone Star Raiders (1940)
- Billy the Kid's Gun Justice (1940)
- Wyoming Wildcat (1941)
- Robin Hood of the Pecos (1941)
- The Kid's Last Ride (1941)
- Back in the Saddle (1941)
- Border Vigilantes (1941)
- The Return of Daniel Boone (1941)
- Sheriff of Tombstone (1941)
- Wrangler's Roost (1941)
- Riders of Death Valley (1941)
- The Texas Marshal (1941)
- The Son of Davy Crockett (1941)
- Rawhide Rangers (1941)
- The Bandit Trail (1941)
- Down Mexico Way (1941)
- The Masked Rider (1941)
- The Lone Star Vigilantes (1942)
- North of the Rockies (1942)
- Perils of the Royal Mounted (1942)
- I dominatori (In Old California) (1942)
- Texas Trouble Shooters (1942)
- Vengeance of the West (1942)
- Undercover Man (1942)
- Northwest Rangers (1942)
- Dawn on the Great Divide (1942)
- Le mille e una notte (Arabian Nights) (1942)
- The Kid Rides Again (1943)
- Fighting Frontier (1943)
- Land of Hunted Men (1943)
- La bandiera sventola ancora (Edge of Darkness) (1943)
- I conquistatori del West (Buckskin Frontier) (1943)
- Ciclone del West (Western Cyclone) (1943)
- Captive Wild Woman (1943)
- Wolves of the Range (1943)
- Bordertown Gun Fighters (1943)
- La città rubata (The Kansan) (1943)
- False Colors (1943)
- Il canto del deserto (The Desert Song) (1943)
- Roaring Guns (1944)
- Wyoming Hurricane (1944)
- The Desert Hawk (1944)
- Gentle Annie (1944)
- Nel mar dei Caraibi (The Spanish Main) (1945)
- Prairie Rustlers (1945)
- Mascherata al messico (Masquerade in Mexico) (1945)
- Rolling Home (1946)
- Last Frontier Uprising (1947)
- Triggerman (1948)
- Angelo in esilio (Angel in Exile) (1948)
- Black Eagle (1948)
- Outlaw Brand (1948)
- Sundown in Santa Fe (1948)
- Courtin' Trouble (1948)
- Loaded Pistols (1948)
- La frusta nera (Outlaw Country) (1949)
- Il ranch delle tre campane (South of St. Louis) (1949)
- Jack il bucaniere (Big Jack) (1949)
- Duello infernale (Stampede) (1949)
- Amore selvaggio (Canadian Pacific) (1949)
- Law of the Golden West (1949)
- L'indiavolata pistolera (The Beautiful Blonde from Bashful Bend) (1949)
- Solo contro il mondo (The Doolins of Oklahoma) (1949)
- Range Justice (1949)
- Roaring Westward (1949)
- Bandits of El Dorado (1949)
- The Dalton Gang (1949)
- Mercanti di uomini (Border Incident) (1949)
- L'inafferrabile (Fighting Man of the Plains) (1949)
- Sfida alla legge (Dakota Lil) (1950)
- L'amante del bandito (Singing Guns) (1950)
- Il barone dell'Arizona (The Baron of Arizona) (1950)
- La corsara (Buccaneer's Girl) (1950)
- La legge del silenzio (Black Hand) (1950)
- Schiavi della paura (Barricade) (1950)
- Kill the Umpire (1950)
- Colpo di scena a Cactus Creek (Curtain Call at Cactus Creek) (1950)
- Hills of Oklahoma (1950)
- Le foglie d'oro (Bright Leaf) (1950)
- La rivolta (Crisis) (1950)
- La leggenda dell'arciere di fuoco (The Flame and the Arrow) (1950)
- I Shot Billy the Kid (1950)
- Il ponte dei senza paura (The Cariboo Trail) (1950)
- Gunfire (1950)
- Frisco Tornado (1950)
- Nessuno deve amarti (The Return of Jesse James) (1950)
- Il passo del diavolo (Devil's Doorway) (1950)
- I predoni del Kansas (Kansas Raiders) (1950)
- Una rosa bianca per Giulia (Where Danger Lives) (1950)
- Una manciata d'odio (Short Grass) (1950)
- I quattro cavalieri dell'Oklahoma (Al Jennings of Oklahoma) (1951)
- Il mio bacio ti perderà (Belle Le Grand) (1951)
- Abilene Trail (1951)
- I lancieri del Dakota (Oh! Susanna) (1951)
- Il passo dell'avvoltoio (Raton Pass) (1951)
- In Old Amarillo (1951)
- Sabbie rosse (Along the Great Divide) (1951)
- L'ultima sfida (Fort Worth) (1951)
- Il magnifico fuorilegge (Best of the Badmen) (1951)
- Ultimatum alla Terra (The Day the Earth Stood Still) (1951)
- I 10 della legione (Ten Tall Men) (1951)
- L'avventuriero delle Ande (The Barefoot Mailman) (1951)
- Valley of Fire (1951)
- Il cavaliere del deserto (Man in the Saddle) (1951)
- Texas Lawmen (1951)
- Pecos River (1951)
- Stella solitaria (Lone Star) (1952)
- L'urlo dei sioux (Buffalo Bill in Tomahawk Territory) (1952)
- 5.000 dollari per El Gringo (Waco) (1952)
- Rancho Notorious (1952)
- La carica degli apaches (The Half-Breed) (1952)
- Giustizia di popolo (Montana Territory) (1952)
- La conquista della California (California Conquest) (1952)
- Duello al Rio d'argento (The Duel at Silver Creek) (1952)
- Gianni e Pinotto al Polo Nord (Lost in Alaska) (1952)
- Cattle Town (1952)
- Fargo - La valle dei desperados (Fargo) (1952)
- Il pirata Barbanera (Blackbeard, the Pirate) (1952)
- Il diario di un condannato (The Lawless Breed) (1953)
- La meticcia di Sacramento (The Man Behind the Gun) (1953)
- I pascoli d'oro (San Antone) (1953)
- Il sole splende alto (The Sun Shines Bright) (1953)
- Il giustiziere (Law and Order) (1953)
- I pirati dei sette mari (Raiders of the Seven Seas) (1953)
- Sangue sul fiume (Powder River) (1953)
- L'ultima resistenza (The Last Posse) (1953)
- Northern Patrol (1953)
- Cavalca vaquero! (Ride, Vaquero!) (1953)
- La frusta di sangue (The Great Jesse James Raid) (1953)
- Lo straniero ha sempre una pistola (The Stranger Wore a Gun) (1953)
- L'inferno di Yuma (Devil's Canyon) (1953)
- Notturno selvaggio (The Moonlighter) (1953)
- Un leone per la strada (A Lion Is in the Streets) (1953)
- I veli di Bagdad (The Veils of Bagdad) (1953)
- Teste rosse (Those Redheads from Seattle) (1953)
- Solo per te ho vissuto (So Big) (1953)
- Vigilante Terror (1953)
- Una pistola che canta (The Lone Gun) (1954)
- La magnifica preda (River of No Return) (1954)
- Un killer per lo sceriffo (The Forty-Niners) (1954)
- Il mostro delle nebbie (The Mad Magician) (1954)
- La campana ha suonato (Silver Lode) (1954)
- Man with the Steel Whip (1954)
- La legge contro Billy Kid (The Law vs. Billy the Kid) (1954)
- Alba di fuoco (Dawn at Socorro) (1954)
- I giustizieri del Kansas (Masterson of Kansas) (1954)
- Il principe degli attori (Prince of Players) (1955)
- La straniera (Strange Lady in Town) (1955)
- Terra infuocata (Tall Man Riding) (1955)
- L'arma che conquistò il West (The Gun That Won the West) (1955)
- Duello sul Mississippi (Duel on the Mississippi) (1955)
- La jungla dei temerari (Tennessee's Partner) (1955)
- La freccia sulla croce (The Twinkle in God's Eye) (1955)
- Il cavaliere senza volto (The Lone Ranger) (1956)
- La stella spezzata (The Broken Star) (1956)
- L'alba del gran giorno (Great Day in the Morning) (1956)
- La grande sfida (The Proud Ones) (1956)
- La storia del generale Houston (The First Texan) (1956)
- Pistola nuda (Frontier Gambler) (1956)
- Duello al Passo Indio (Thunder Over Arizona) (1956)
- Due pistole per due fratelli (Gun Brothers) (1956)
- Brama di vivere (Lust for Life) (1956)
- Yaqui Drums (1956)
- Il giro del mondo in 80 giorni (Around the World in 80 Days) (1956)
- Il vendicatore dell'Arizona (Gun the Man Down) (1956)
- Drango (1957)
- Il marchio dell'odio (The Halliday Brand) (1957)
- Lo sceriffo di ferro (The Iron Sheriff) (1957)
- Bill il bandito (The Parson and the Outlaw) (1957)
- Domino Kid (1957)
- Decisione al tramonto (Decision at Sundown) (1957)
- La pallottola senza nome (No Name on the Bullet) (1959)
- Vacanze per amanti (Holiday for Lovers) (1959)
- I ribelli del Kansas (The Jayhawkers!) (1959)
- Vento di tempesta (The Miracle) (1959)
- Sette strade al tramonto (Seven Ways from Sundown) (1960)
- I due volti della vendetta (One-Eyed Jacks) (1961)
- Il padrone del mondo (Master of the World) (1961)
- Lo sceriffo in gonnella (The Second Time Around) (1961)
- Tre contro tutti (Sergeants 3) (1962)
- Fuga da Zahrain (Escape from Zahrain) (1962)
- Pugno proibito (Kid Galahad) (1962)
- Taras il magnifico (Taras Bulba) (1962)
- Il collare di ferro (Showdown) (1963)
- Il vendicatore del Texas (Cattle King) (1963)
- Questo pazzo, pazzo, pazzo, pazzo mondo (It's a Mad Mad Mad Mad World) (1963)
- La grande corsa (The Great Race) (1965)
- Dollari maledetti (The Bounty Killer) (1965)

### Televisione
- Red Ryder – serie TV, un episodio (1951)
- Cisco Kid (The Cisco Kid) – serie TV, 2 episodi (1951)
- Le avventure di Rex Rider (The Range Rider) – serie TV, un episodio (1953)
- Cowboy G-Men – serie TV, un episodio (1953)
- Passport to Danger – serie TV, un episodio (1954)
- Hopalong Cassidy – serie TV, 3 episodi (1952-1954)
- Le avventure di Gene Autry (The Gene Autry Show) – serie TV, 9 episodi (1950-1954)
- Soldiers of Fortune – serie TV, un episodio (1955)
- Johnny Moccasin – film TV (1956)
- Frontier – serie TV, un episodio (1956)
- Screen Directors Playhouse – serie TV, episodio 1x29 (1956)
- Cheyenne – serie TV, 2 episodi (1956-1957)
- Zorro – serie TV, 5 episodi (1957)
- I racconti del West (Zane Grey Theater) – serie TV, un episodio (1959)
- Bat Masterson – serie TV, 2 episodi (1959-1960)
- Tombstone Territory – serie TV, 2 episodi (1960)
- Black Saddle – serie TV, un episodio (1960)
- La valle dell'oro (Klondike) – serie TV, episodio 1x01 (1960)
- Disneyland – serie TV, 3 episodi (1959-1960)
- Le leggendarie imprese di Wyatt Earp (The Life and Legend of Wyatt Earp) – serie TV, 10 episodi (1955-1961)
- Have Gun - Will Travel – serie TV, un episodio (1961)
- Outlaws – serie TV, 4 episodi (1961-1962)
- The Rifleman – serie TV, 2 episodi (1961-1962)
- Gli intoccabili (The Untouchables) – serie TV, un episodio (1962)
- Redigo – serie TV, un episodio (1963)
- Bonanza – serie TV, 10 episodi (1959-1964)
- Gli uomini della prateria (Rawhide) – serie TV, un episodio (1964)
- Gunsmoke – serie TV, 7 episodi (1960-1965)
- Carovane verso il west (Wagon Train) – serie TV, 2 episodi (1958-1965)
- Death Valley Days – serie TV, 7 episodi (1953-1965)
- La grande vallata (The Big Valley) – serie TV, episodio 1x01 (1965)